# Bergs naturskog
Bergs naturskog er et naturreservat i Gællared og Okome sogne i Falkenbergs kommun, Hallands län, Sverige. Det har et areal på 140 hektar og har været beskyttet siden 1992. Området består hovedsageligt af nåleskov. I de sydlige dele af området er der ældre bøgeskov.
Området er hovedsageligt af interesse i, at der ikke har været skovdrift i skoven. Den nuværende skov er den første generation af skov i flere hundrede år. Nåleskov er opstået spontant på land, der tidligere har været overdrev. Det betyder, at den regnes som den nærmeste urskov, der findes i Halland.